# Party Lyfe
Party Lyfe è un singolo del rapper statunitense Polo G, pubblicato il 9 luglio 2021 come sesto estratto dal terzo album in studio Hall of Fame.

## Descrizione
Party Lyfe, che vede la partecipazione del rapper statunitense DaBaby, è stato scritto con quest'ultimo, mentre la produzione è stata affidata a Ben Billions, David Mescon e Terrence Rolle.

## Video musicale
Il video musicale, diretto da Arrad, è stato reso disponibile il 17 giugno 2021.

## Formazione
Musicisti
- Polo G – voce
- DaBaby – voce aggiuntiva

Produzione
- Ben Billions – produzione
- David Mescon – produzione
- Terrence Rolle – produzione
- Eric Lagg – mastering
- Todd Hurtt – missaggio, registrazione
- Carlos Bedoya – registrazione
- Daniel Escobar – ingegneria del suono

## Classifiche
| Classifica (2021) | Posizione massima |
| ----------------- | ----------------- |
| Canada            | 64                |
| Stati Uniti       | 85                |